# Parc national du Grand Canyon
Pour les articles homonymes, voir Grand Canyon (homonymie).
Le parc national du Grand Canyon (en anglais : Grand Canyon National Park) est un parc national des États-Unis situé dans le Nord-Ouest de l'Arizona. Le Grand Canyon a été inscrit au patrimoine mondial de l'UNESCO en 1979. Le parc a célébré son 100e anniversaire le 26 février 2019.

## Géographie
Le Grand Canyon, y compris son vaste système de canyons tributaires, est apprécié pour sa superficie et la grandeur de celui ci, sa profondeur et ses couches exposées de roches colorées datant de l'époque précambrienne. Le canyon lui-même a été créé par l'incision du fleuve Colorado et de ses affluents après le soulèvement du plateau du Colorado, entraînant ainsi le développement du système du fleuve Colorado le long de son chemin actuel.
Les principales zones publiques du parc sont les bords situés au sud et au nord ainsi que les zones adjacentes du canyon lui-même. Le reste du parc est extrêmement accidenté et éloigné, bien que de nombreux endroits soient accessibles par des sentiers de randonnée et des routes de l'arrière-pays. La rive sud est plus accessible que la rive nord et représente environ 90% des visites du parc.
Le siège du parc se trouve au Grand Canyon Village, non loin de l'entrée sud du parc, près de l'un des points de vue les plus populaires.

## Histoire
Le « Grand Canyon » a été officiellement désigné parc national le 26 février 1919 bien que le lieu ait été bien connu des Américains depuis plus de trente ans auparavant. En 1903, le président Theodore Roosevelt visite le site et a déclare : « Le Grand Canyon me remplit de crainte. Il est au-delà de toute comparaison, au-delà de toute description, et absolument sans précédent dans le monde entier... Que cette grande merveille de la nature demeure comme elle est maintenant. Ne faites rien pour gâcher sa grandeur, sa sublimité et sa beauté. Vous ne pouvez pas l'améliorer. Mais ce que vous pouvez faire est de le garder pour vos enfants, les enfants de vos enfants et tous ceux qui viennent après vous, comme l'unique grand vue que chaque Américain devrait voir. »
Malgré l'enthousiasme de Roosevelt et son vif intérêt pour la préservation des terres à des fins publiques, le Grand Canyon n'a pas été immédiatement désigné comme parc national. Le premier projet de loi visant à créer le parc national du Grand Canyon a été présenté en 1882 par le sénateur de l'époque, Benjamin Harrison, qui a fait du Grand Canyon le troisième parc national des États-Unis, après Yellowstone et Mackinac. Harrison a présenté sans succès son projet de loi en 1883 puis en 1886. Après son élection à la présidence des États-Unis, il a créé la réserve forestière du Grand Canyon en 1893. Theodore Roosevelt a créé le Grand Canyon Game Preserve par proclamation le 28 novembre 1906 et le monument national du Grand Canyon en 1908. D'autres projets de loi du Sénat visant à établir le site comme parc national ont été présentés puis rejetés en 1910 et 1911, avant que la loi sur le parc national du Grand Canyon ne soit finalement signée par le président Woodrow Wilson en 1919. Le National Park Service, créé en 1916, a assumé l'administration du parc.
La création du parc a été l'un des premiers succès du mouvement de conservation. Son statut de parc national a peut-être contribué à contrecarrer les propositions de barrage du fleuve Colorado à l'intérieur de ses limites. Le barrage de Glen Canyon sera construit en amont un peu plus tard. En 1975, l'ancien monument national de Marble Canyon, qui suivait le fleuve Colorado au nord-est du Grand Canyon à Lee's Ferry, a été intégré au parc national du Grand Canyon. En 1979, l'UNESCO déclare que le parc devient un site inscrit au patrimoine mondial. La loi de 1987 sur les survols des parcs nationaux a constaté que « le bruit associé aux survols d'aéronefs dans le parc national du Grand Canyon cause un effet négatif important sur le calme naturel et l'expérience du parc. Les opérations actuelles des aéronefs dans le parc national du Grand Canyon ont soulevé de sérieuses préoccupations concernant la sécurité publique et notamment la sécurité des utilisateurs du parc. » 
En 2010, le parc national du Grand Canyon a été honoré de sa propre pièce dans le cadre du programme America the Beautiful Quarters.

### Rive sud
La plupart des visiteurs du parc arrivent depuis la rive sud, en passant par l'Arizona State Route 64 (en). L'autoroute entre dans le parc par l'entrée sud, près de Tusayan, en Arizona, et se dirige vers l'est et donc quittant le parc par l'entrée est. L'Interstate 40 permet d'accéder à la zone depuis le sud. Depuis le nord, la U.S. Route 89 relie l'Utah, le Colorado de la rive nord à la rive sud. Dans l'ensemble, environ 30 milles (50 km) de la rive sud sont accessibles par la route.

### Rive nord
La zone de la rive nord du parc est située sur le plateau de Kaibab et le plateau de Walhalla, directement en face du Grand Canyon à partir des principales zones visiteurs de la rive sud. Les principales zones de visite de la rive nord sont centrées autour du Bright Angel Point. La rive nord est plus élevée en élévation que la rive sud, à plus de 8 000 pieds (2 400 m) d'altitude. Puisque cette dernière est beaucoup plus élevée que la rive sud, elle est fermée du 1er décembre au 15 mai de chaque année, et ceci en raison de l'augmentation des chutes de neige en altitude. Les services concernant les visiteurs du site sont fermés ou alors portée limitée après le 15 octobre. Le temps de conduite de la rive sud à la rive nord est d'environ 4,5 heures, et cela sur 220 milles (350 km).

### Services
Le Grand Canyon Village est la principale zone de services pour les visiteurs du parc. C'est une communauté à service complet, qui comprend l'hébergement, le carburant, la nourriture, les souvenirs, un hôpital, des églises et l'accès aux sentiers ainsi qu'aux promenades avec l'aide de discussions guidées pour les visiteurs.

### Hébergement
Plusieurs établissements d'hébergement sont disponibles le long de la rive sud. Les hôtels et autres hébergements comprennent : El Tovar, Bright Angel Lodge, Kachina Lodge, Thunderbird Lodge ainsi que Maswik Lodge, tous situés dans la zone du village. Phantom Ranch est situé quant à lui au niveau du canyon. Toutes ces installations sont gérées par Xanterra Travel Collection, tandis que le Yavapai Lodge (situé également dans la zone du village) est géré par Delaware North.
Sur la rive nord, on retrouve l'historique Grand Canyon Lodge géré par Forever Resorts avec un terrain de camping, qui est quant à lui géré par le personnel du parc national.

## Climat
Selon le système de classification climatique de Köppen, le parc national du Grand Canyon compte cinq zones climatiques. La zone de rusticité des plantes du Grand Canyon Visitor Center est de 7a avec une température minimale annuelle moyenne de −15,9 °C.

## Faune
On recense 350 espèces d'oiseaux, 80 de mammifères, 47 de reptiles, 9 d'amphibiens, 17 de poissons, ainsi que des milliers d'espèces d'invertébrés dans le parc du Grand Canyon.

### Mammifères
Le puma, le lynx, le coyote et la chèvre des montagnes Rocheuses sont des mammifères qui vivent sur les deux rives, mais ils sont difficiles à observer. On trouve aussi le cerf hémione et le mouflon du désert.

### Oiseaux

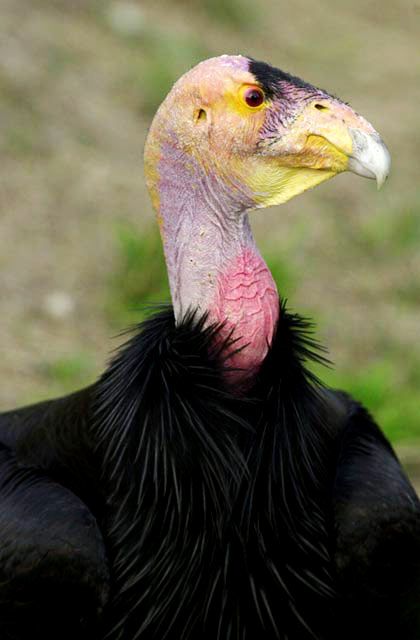
Condor de Californie.

Le condor de Californie, l'un des plus grands oiseaux de la planète, (rivalise avec le condor des Andes plus grand encore) a été réintroduit dans les années 1990. Présent depuis 40 000 ans dans le Grand Canyon, il a failli disparaître à cause de la chasse et du saturnisme. En 1987, il ne restait qu'une trentaine d'individus dans le monde, dont neuf seulement en liberté (Californie). Aujourd'hui, ils sont 305, dont une soixantaine en Arizona. Disparus de la région dans les années 1920, ils ont été classés sur la liste des espèces en danger en 1967 et trois couples ont été réintroduits en 1996. Ils sont tous numérotés et munis d'un radioémetteur.
Les condors de Californie ne pondent qu'un seul œuf par an ou tous les deux ans. Ils n'atteignent leur maturité sexuelle qu'à l'âge de cinq ou six ans ; on trouve ce charognard surtout dans l'Est du parc où il profite des vents ascendants pour se déplacer.

### Espèces en danger
Plusieurs espèces sont menacées ou en danger : Oxyloma haydeni kanabensis est un escargot que l'on rencontre dans quelques prairies du parc. Le Gila cypha et le Xyrauchen texanus sont deux poissons qui vivent dans le Colorado et ses affluents. Le Pelecanus occidentalis californicus ou pélican brun de Californie ainsi que le Empidonax traillii sont également très rares.

## Flore
Le parc du Grand Canyon abrite 1737 espèces de plantes, 167 de champignons, 64 de mousses et 195 de lichens. Au fond des gorges, la vie dépend des cours d'eau. Puis dans les milieux désertiques, on trouve les habituels buissons et cactus.
Entre 1 300 et 1 900 mètres d'altitude se trouvent des forêts de pin parasol et genévrier de l'Utah (Juniperus osteosperma),. D'autres espèces telles que l'Artemisia tridentata, l'éphedra, le Yucca baccata, l'Oryzopsis hymenoides le Sporobolus poussent également à cet étage.
- Entre 1 900 mètres et 2 500 mètres d'altitude : pin ponderosa[12], mais aussi : Quercus gambelii (chêne de Gambel), Robinia neomexicana, Cercocarpus, sureau, Berberis repens, fétuque, etc[13].
- Au-dessus de 2 500 mètres : épicéas et sapins : Picea engelmannii, épicéa bleu, sapin de Douglas, sapin du Colorado ; mais aussi des feuillus comme les trembles[13]. Autres plantes : Achillée millefeuille, lupin, potentille, Cyperaceae, Aster[13].

## Activités

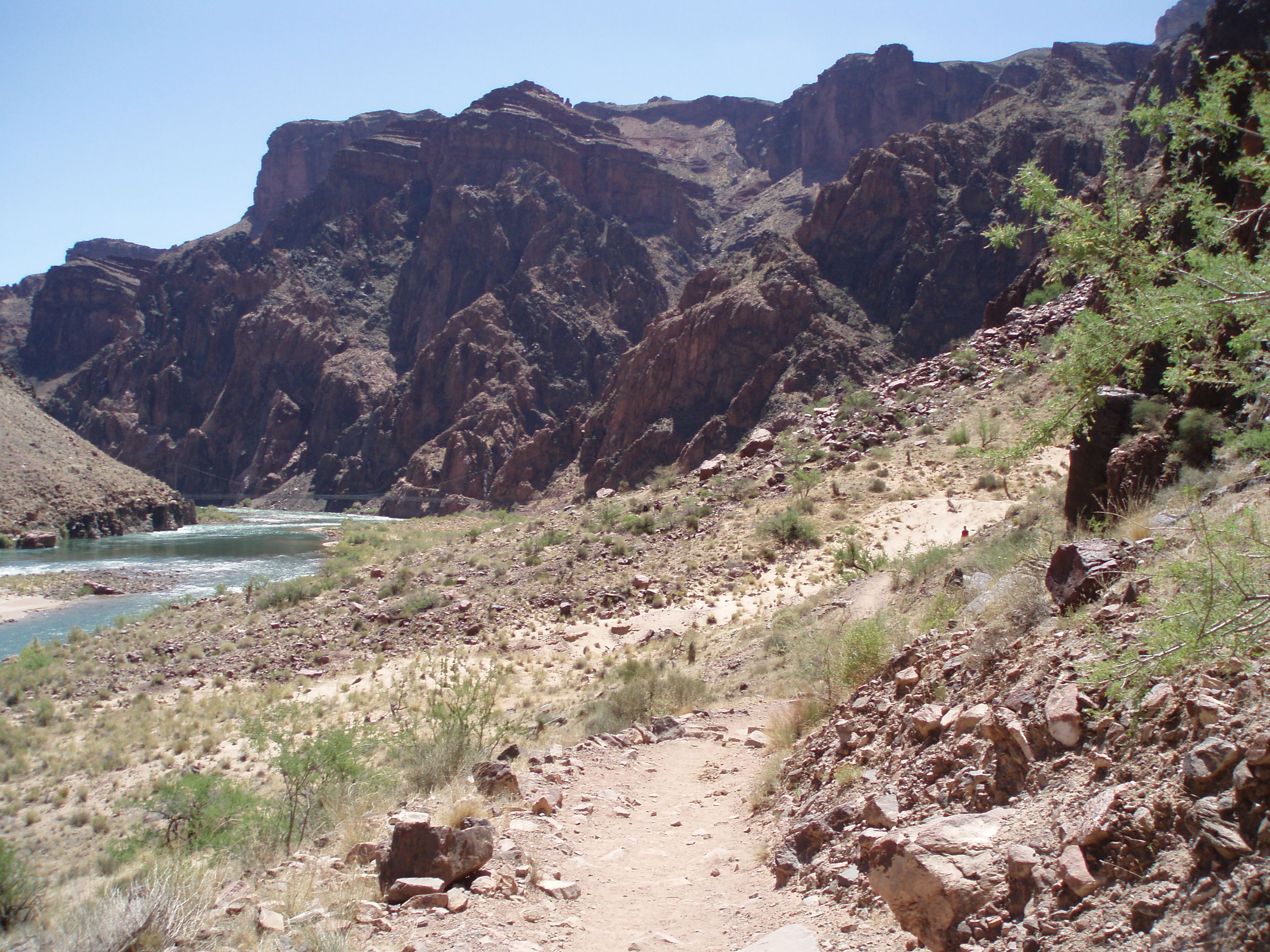
Le River Trail, sentier de randonnée le long du Colorado.

Le parc du Grand Canyon est l'un des sites les plus visités des États-Unis. Sa fréquentation dépasse les quatre millions de visiteurs chaque année.

### Rive sud
Une variété d'activités de la rive sud s'adresse aux visiteurs du parc. Le tour en voiture de 35 milles (56 km) le long de la rive sud est divisé en deux segments. De mars à décembre, l'accès à Hermit's Rest est limité à la navette gratuite fournie par le service du parc. La partie est de Desert View est de 25 milles (40 km) et est ouverte aux véhicules privés toute l'année.
Les visites à pied peuvent visiter le Rim Trail, qui s'étend vers l'ouest depuis le point de vue de Pipe Creek sur environ 8 milles (13 km) de route goudronnée, suivi de 7 milles (11 km) non pavé jusqu'à Hermit's Rest. Les randonnées peuvent commencer presque n'importe où le long de ce sentier, et une navette peut ramener les randonneurs à leur point d'origine. Mather Point, la première vue que la plupart des gens atteignent en entrant par l'entrée sud, est un endroit très populaire pour commencer sa randonnée.
Les survols privés du canyon sont assurés par des hélicoptères et de petits avions au départ de Las Vegas, Phoenix et l'aéroport du parc national du Grand Canyon. En raison d'un accident dans les années 1990, les vols panoramiques ne sont plus autorisés à voler à moins de 1 500 pieds (460 m) du bord du parc national du Grand Canyon. En revanche, les vols à l'intérieur du canyon sont toujours disponibles en dehors des limites du parc.

### Rive nord
Il y a peu de routes sur la rive nord, cependant il existe des points d'observation remarquables accessibles aux véhicules, notamment Point Imperial, Roosevelt Point et Cape Royal. Des promenades à dos de mulet sont également disponibles et ces derniers peuvent se rendre dans une variété d'endroits, y compris à plusieurs milliers de pieds dans le canyon.
De nombreux visiteurs de la rive nord choisissent d'utiliser la variété de sentiers de randonnée, notamment le sentier Widforss, le sentier Uncle Jim, le sentier Transept et le sentier North Kaibab. Le North Kaibab Trail peut être suivi tout le long du fleuve Colorado, ce dernier se connectant à travers le fleuve au South Kaibab Trail et au Bright Angel Trail, qui continuent jusqu'à la rive sud du Grand Canyon.
Le Toroweap Overlook est situé dans la partie ouest du parc près de la rive nord. L'accès se fait par des routes non pavées au large de la route 389 à l'ouest de Fredonia en Arizona. Les routes mènent au travers du monument national Grand Canyon – Parashant.

## L'association du Grand Canyon
La Grand Canyon Conservancy (en) est le partenaire officiel à but non lucratif du National Park Service. Il recueille des fonds privés au profit du parc national du Grand Canyon en exploitant des magasins de détail et des centres d'accueil dans le parc, ainsi qu'en offrant des opportunités éducatives sur l'histoire naturelle et culturelle de la région.

## Galerie

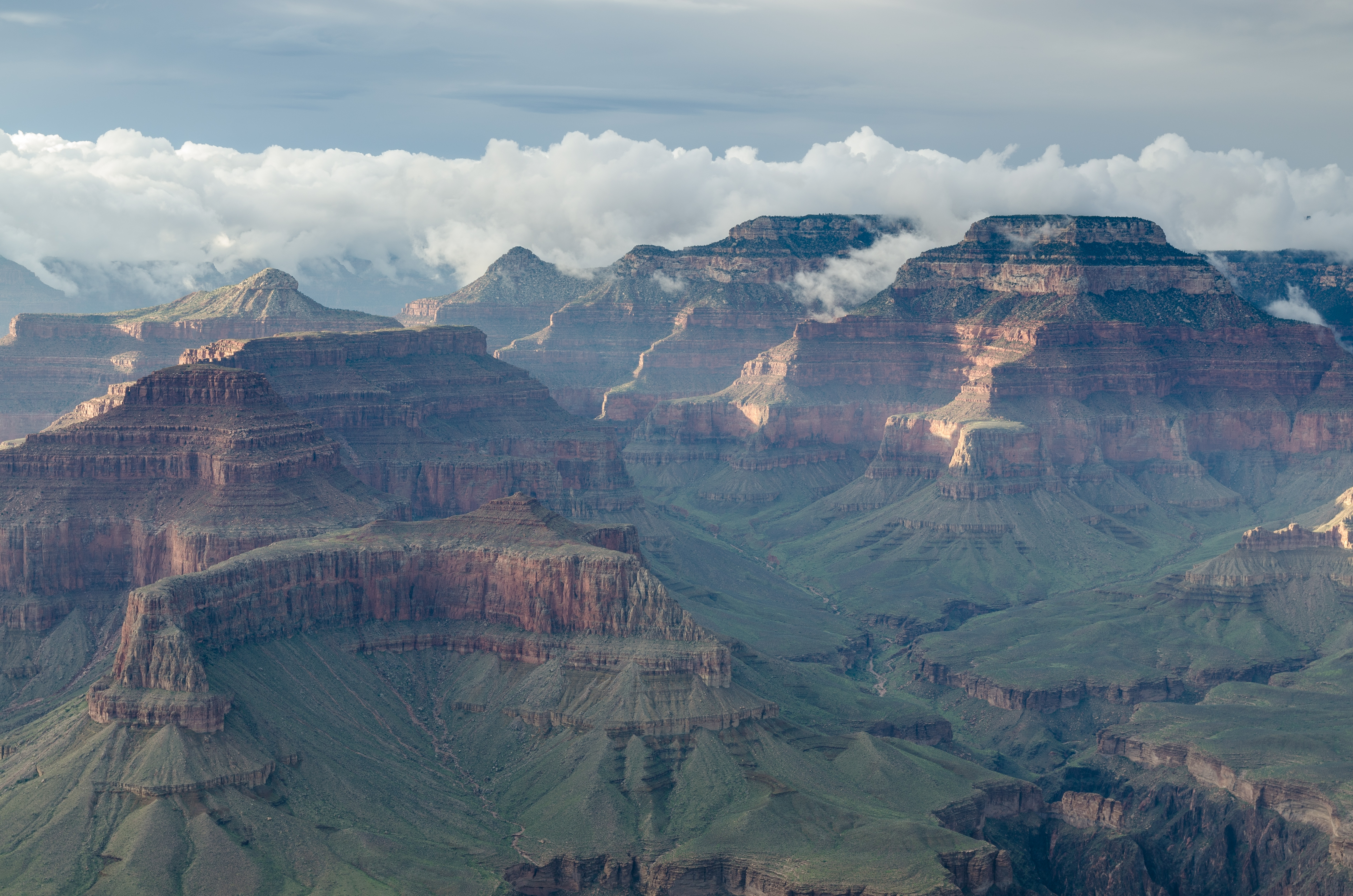
Hopi Point
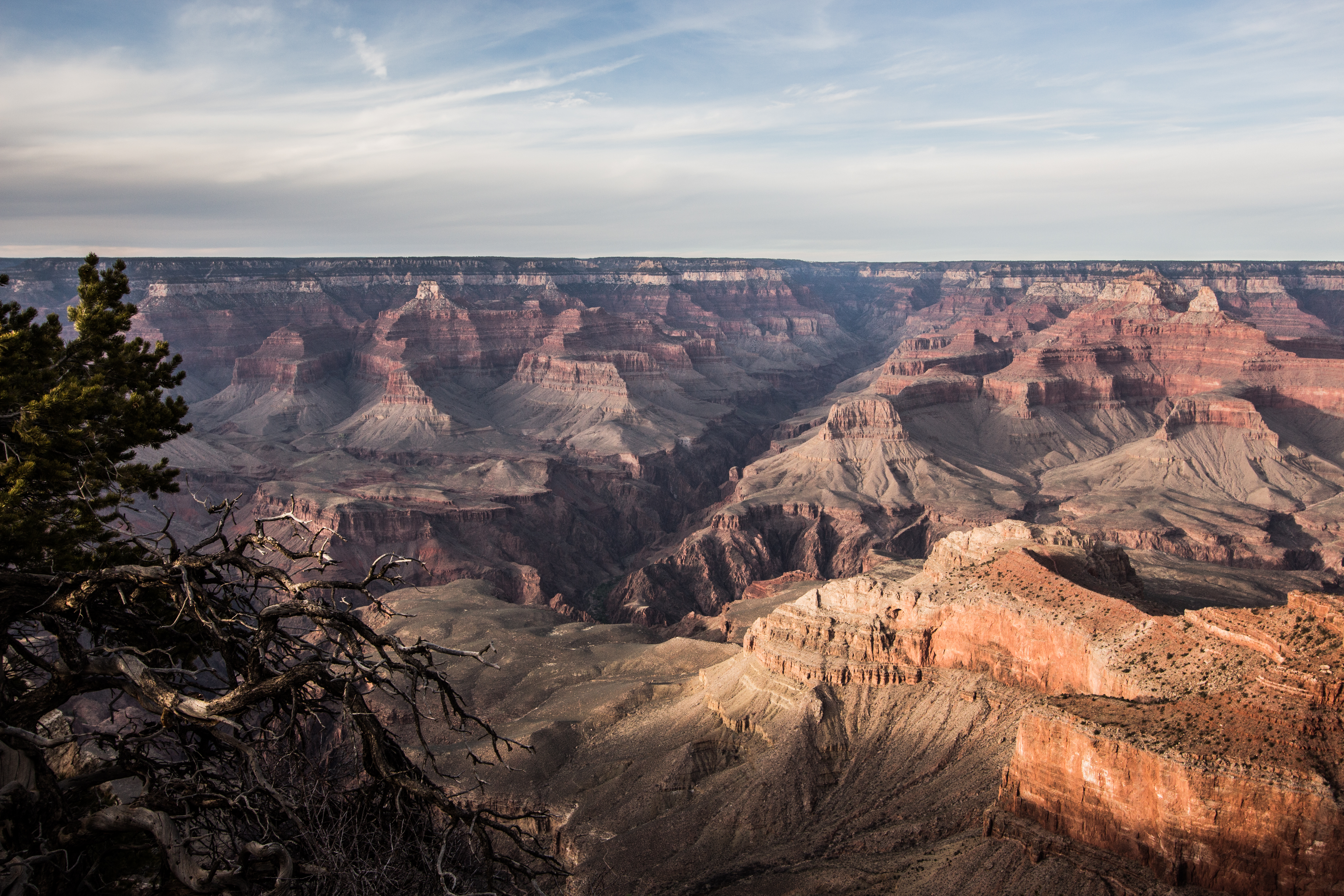
Vue
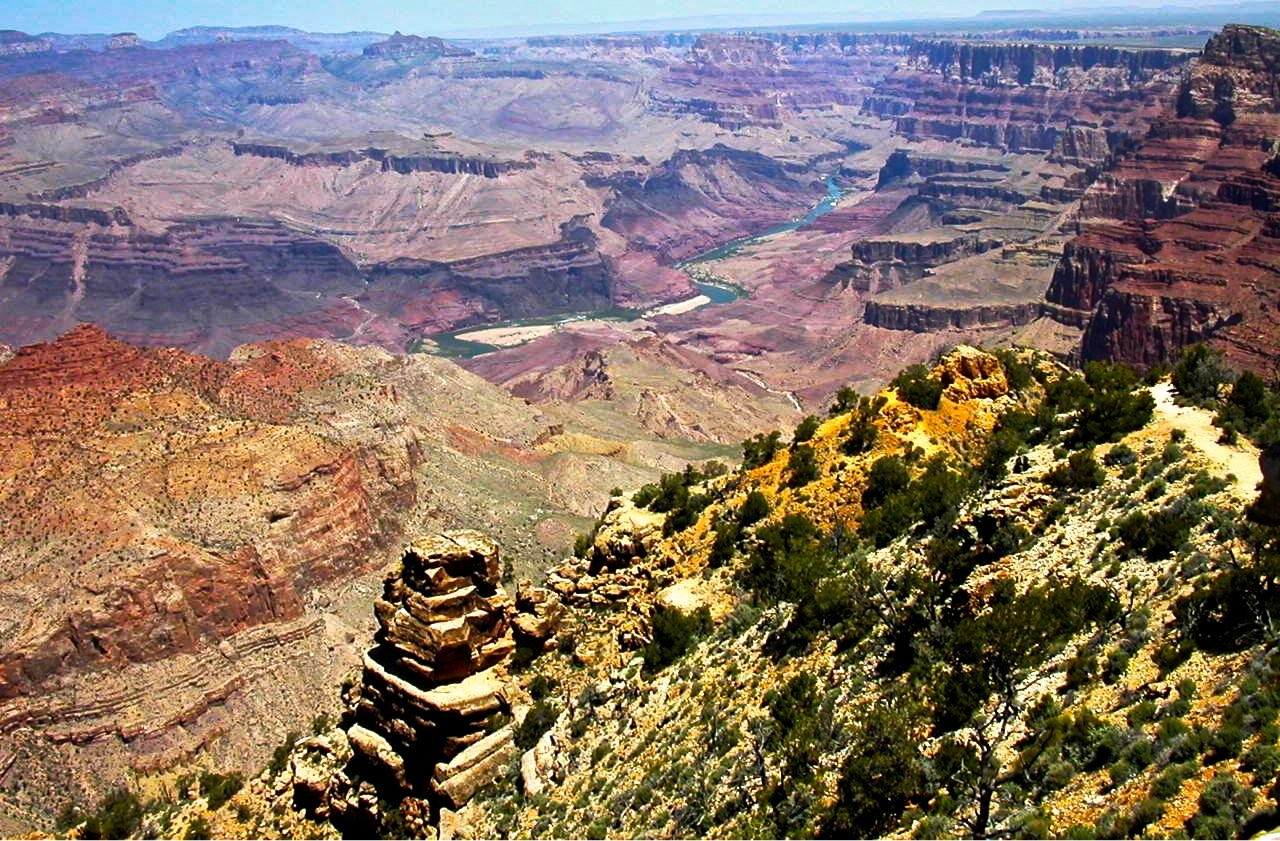
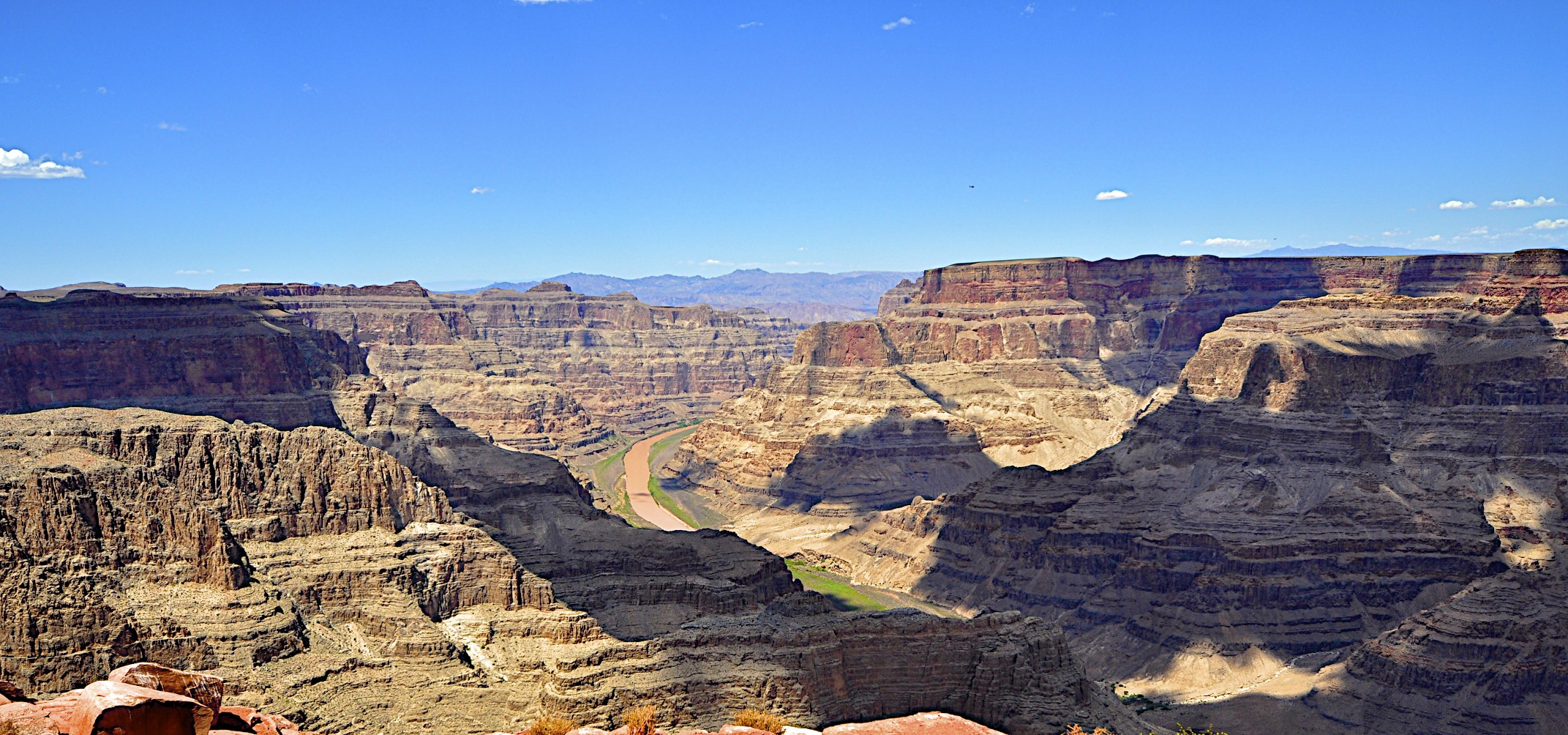
West Rim
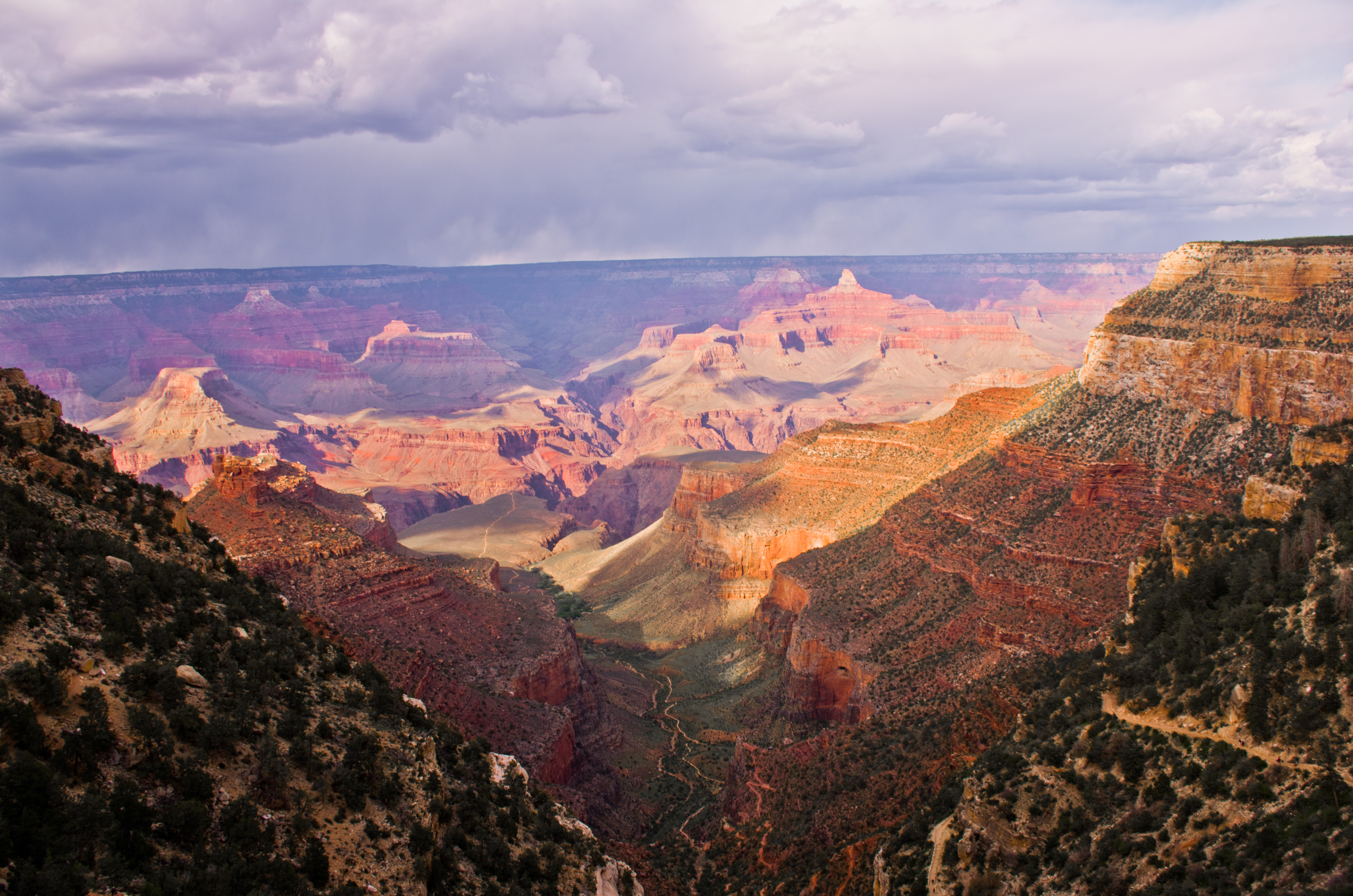
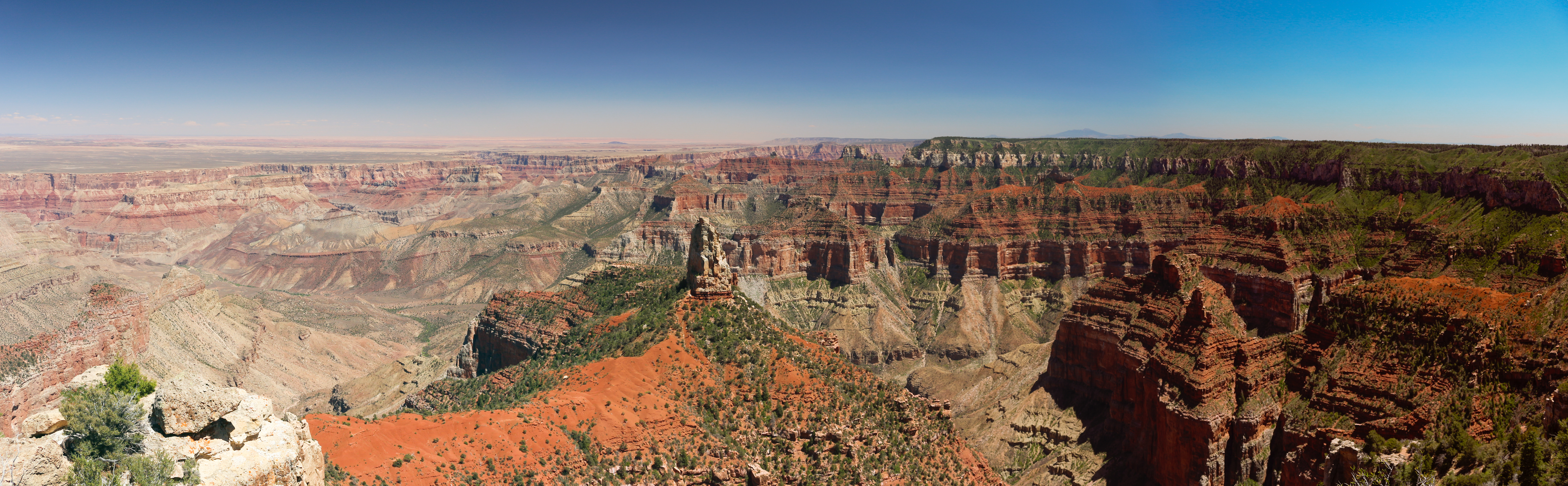
Vue du Grand Canyon depuis le bord Nord
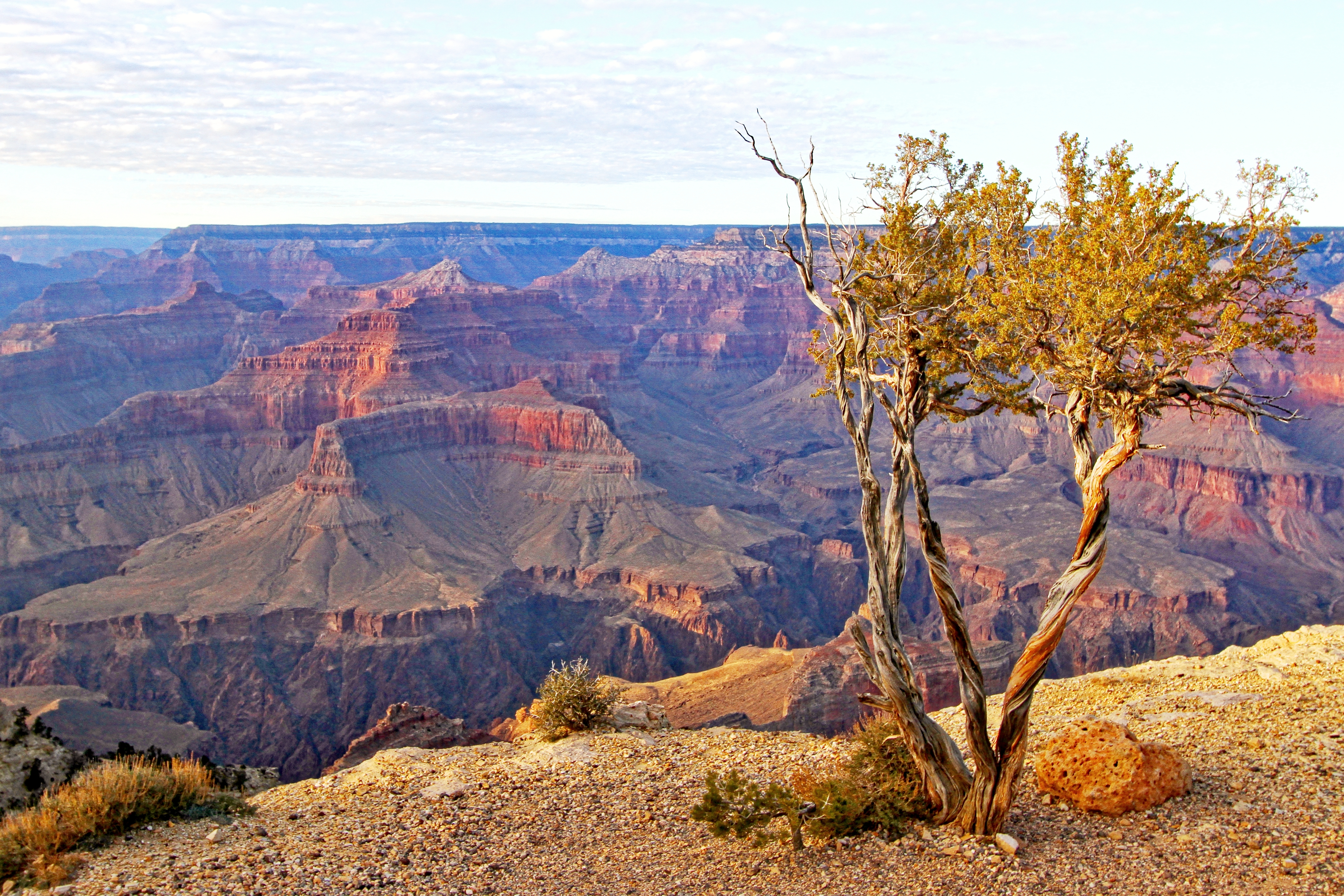